# Numforvlagstaartijsvogel
De numforvlagstaartijsvogel (Tanysiptera carolinae) is endemisch op het eiland Numfor voor de kust van Papoea (Indonesië). De vogel werd op Numfor door Hermann von Rosenberg verzameld en in 1871 door Hermann Schlegel geldig beschreven en vernoemd naar de echtgenote van Von Rosenberg, Karoline.

## Beschrijving
Deze ijsvogel lijkt sterk op de (gewone) vlagstaartijsvogel (T. galatea) en is 36 tot 38 cm lang (inclusief staart). De vogel heeft ook een lange witte staart, maar in plaats van wit is de numforvlagstaartijsvogel donkerblauw gekleurd op de buik en borst; dezelfde kleur blauw heeft hij ook op de vleugels. De poten zijn heldergeel.

## Verspreiding en leefgebied
De numforvlagstaartijsvogel komt alleen voor op het gelijknamige eiland. Beehler et al (1986) schrijven dat de vogel (dan) nog algemeen voorkomt in laaglandmoerasbossen in dichte vegetaties langs stranden. Dit type leefgebied wordt sindsdien (en zeker sinds 2004) bedreigd door houtkap en de omzetting van ongerepte vegetatie in land voor agrarisch gebruik.

## Status
De numforvlagstaartijsvogel heeft een zeer klein verspreidingsgebied (330 km²) en daardoor alleen al is er kans op uitsterven. De wereldpopulatie werd in 2022 geschat op 2500 tot 10.000 volwassen vogels en de aantasting van een aanzienlijk deel van het leefgebied is evident. Om deze redenen staat deze vlagstaartijsvogel als gevoelig op de Rode Lijst van de IUCN.